# 四本木典子
四本木 典子（しほんぎ のりこ、10月28日  - ） は、日本のナレーター、福井県福井市出身。

## 人物
幼い頃からアニメが好きであり、声優に憧れ、福井県立大学卒業後、2003年に銀行に就職。
デスクワークが苦手でミスばかりで「同じミスをするなら自分が本当にしたい仕事をしよう」と3年で退職して夢を追い、福井市の話し方教室、大阪府大阪市の声優養成所に約1年通い、2008年に福井から上京。
ナレーション学校に在籍中の2010年に日本テレビ系列の朝の情報番組『ズームイン!!SUPER』のナレーターに抜擢された。
語尾を上げて話すナレーションが特徴。

## 出演歴

### テレビ
ナレーション
- ズームイン!!SUPER (日本テレビ放送網)
- ヒルナンデス! (日本テレビ放送網)
- カシャッと一句！フォト575 (BSプレミアム)
- キラ☆キラ Girly mama (テレビ朝日)
- めざせ!グルメスター (BSプレミアム)
- ためしてガッテン！「幸せ！お弁当応援SP　時短なのに冷めて美味」（NHK）
- TAKAHIROのダンス実験工房（NHK）
- モーニングバード（テレビ朝日）
- 羽鳥慎一モーニングショー（テレビ朝日）
- 発見！幸せのすみか～充実のセカンドライフ～（テレビ東京）
- 芸能界オトナ遊び部（テレビ東京）
- テレ東　ワケあり芸能人大集合！2014年開運グルメ食べ尽くし旅！！（テレビ東京）
- 人の数だけ知恵がある！ソフィアの選択（フジテレビ）
- ボクらの歌～社歌でニッポンを元気に～（長野放送）
- TOKYO応援宣言（テレビ朝日）
- 俳句さく咲く！（NHK Eテレ）
- FIFAクラブワールドカップ 2018(日本テレビ放送網)
- Live news it! 特集コーナー（フジテレビ）
- 熱血解剖！Bリーグ（NHK）
- 山里亮太の食わず嫌い（テレビ朝日）
- 阿佐ヶ谷姉妹の北陸新幹線沿線　女子力アップ！！かがやきジャーニー（福井放送）
- ABChanZoo (テレビ東京)

### CM
- 福井銀行
- いいちこ